# جمعية الصداقة المغربية اللاتينية
جمعية الصداقة المغربية اللاتينية (بالإسبانية: Asociación de Amistad Latino Marroquí)‏ هي جمعية مدنية ثقافية واجتماعية ورياضية مستقلة غير حكومية،  تعمل الجمعية على تدعيم الصداقة المغربية والعربية والإفريقية مع الدول اللاتينية سواء في ضفة البحر الأبيض المتوسط أو التي توجد على الساحل الغربي للمحيط الأطلسي فالأمل معقود على هذه الجمعية لتذليل الصعاب وتخطي العقبات وإبراز الصورة الحقيقية للمغرب العربي الكبير، وتسعى الجمعية إلى بث قيم الثقافة التشاركية بين الشعوب المغاربية واللاتينية، وتشجيع حوار الثقافات بمختلف مستوياتها الحضارية، وإشاعة روح التسامح بين الشعوب، والعمل بالأساس على أن تكون الجمعية مجالا للتفاعل الثقافي في مختلف المجالات. رفع مستوى التواصل بين الشعوب المغاربية واللاتينية، تطوير العلاقات، وتثمين مبادرات التضامن، والتكافل الاجتماعي، والتحسيس بأهمية الانفتاح، والتواصل اللغوي، والثقافي، وصياغة أفق لتحقيق صداقة مع جميع دول البحر المتوسط وأمريكا اللاتينية.
الاهتمام والتشارك في قضايا اللغة، والثقافة، والبيئة، والصحة، والطفولة، والشباب، وعقد شراكات للتعاون مع هيأت محلية، وجهوية، ووطنية، ودولية. تقوية العلاقة القائمة بين الجامعات والمختبرات المغاربية، والمساهمة في تسهيل ولوج طلبتنا المعاهد العليا والجامعات، ومختلف الفضاءات الأكاديمية بالخارج في ظل تشارك مع الدول المستقبلة وخاصة إسبانيا وفرنسا. والمساهمة في تفعيل التوأمة بين مدن مغاربية ومدن لاتينية، وتشجيع المبادرات لخلق مراكز ثقافية. وتأطير وإدماج الشباب والنساء في حركية التنمية المستدامة، وتنمية روح المواطنة ،وإنجاز مشاريع تنموية وبيئية، والتحسيس بأهمية التنمية والحفاظ على البيئة.